# John Tate (acteur)
Pour les articles homonymes, voir John Tate.
John Paul Tate, né le 5 janvier 1915 à Sydney et mort le 19 mars 1979 à Freshwater sur l'ile de Wight, est un acteur australien actif à la radio et au cinéma.

## Biographie
John Tate est né à Sydney le 5 janvier 1915.  
Il commence sa carrière comme acteur de vaudeville. Il joue ensuite dans plusieurs films et séries télévisées australiens. Après son divorce, il déménage en Angleterre. Il est surtout connu pour son rôle dans Le Dernier Rivage de Stanley Kramer en 1959.

### Vie privée
John Tate épouse l'actrice et régisseuse australienne Neva Carr Glynn (en) en 1940. Ils ont un fils, Nick, qui deviendra également acteur. John et Neva divorcent en 1954,.

## Filmographie

### Cinéma
- 1944 : First Victory Loan: Return Journey
- 1946 : Smithy : Charles Ulm
- 1958 : Smiley Gets a Gun (en) : Dave Rudge
- 1959 : Le Dernier Rivage : Amiral Bridie
- 1962 : The Pot Carriers (en) : Officier de prison responsable du parloir
- 1963 : 
  - La Révolte des Triffides : Capitaine SS Midland
  - It's All Happening (en): Julian Singleton
- 1965 : Invasion (en) : Dundy
- 1966 : Bindle (One of Them Days)
- 1970 : Jules César : Clitus
- 1976 : The Autobiography of a Flea : un prêtre

### Télévision
- 1958 : His Excellency
- 1959 : Thunder of Silence
- 1962 : The Slaughter of St Teresa's Day : Charlie
- 1967 : Great Expectations (en) : Magwitch
- 1969 : Dynasty (en) : Jack Mason